# Anna Hopkin
Anna Hopkin (Chorley, 24 aprile 1996) è una nuotatrice britannica, vincitrice della medaglia d'oro alle Olimpiadi di Tokyo 2020 nella staffetta mista 4×100 metri misti, stabilendo inoltre un nuovo record mondiale.

## Palmarès
- Giochi olimpici

Tokyo 2020: oro nella 4x100m misti mista.
- Mondiali

Fukuoka 2023: bronzo nella 4x100m sl mista.
Doha 2024: bronzo nella 4x100m misti mista.
- Mondiali in vasca corta:

Melbourne 2022: bronzo nei 50m sl.
- Europei

Budapest 2020: oro nella 4x100m sl, nella 4x100m misti, nella 4x100m sl mista e nella 4x100m misti mista, bronzo nei 100m sl.
Roma 2022: oro nella 4x100m sl, argento nella 4x100m sl mista e bronzo nella 4x100m misti mista.
- Europei in vasca corta

Glasgow 2019: argento nella 4x50m sl mista.
Otopeni 2023: oro nella 4x50m sl mista, argento nei 100m sl, bronzo nella 4x50m sl e nella 4x50m misti.
- Giochi del Commonwealth

Gold Coast 2018: bronzo nella 4x100m sl.
Birmingham 2022: argento nella 4x100m sl e nella 4x100m sl mista, bronzo nella 4x100m misti.